# V. Vilmos orániai herceg
V. Vilmos (Hága, 1748. március 8. – Braunschweig, 1806. április 9.) orániai és nassaui herceg, a Holland Köztársaság helytartója 1751-től 1795-ig.

## Élete
Édesapja, IV. Vilmos orániai herceg halálakor mindössze 3 esztendős volt, ezért régensként édesanyja, Anna angol hercegnő kezdett el kormányozni helyette. Édesanyja 1759-es halála után a tartományi gyűlések vették át a régenssi szerepet, Vilmos gyámjaként pedig Lajos Ernő braunschweig-wolfenbütteli herceg (1718–1788) tett szert nagy befolyásra. 1766-ban ugyan nagykorúsították Vilmost, de ő tanácsadójaként tovább is igényt tartott Lajos Ernőre.
Vilmos 1767-ben vette feleségül Vilmát, a későbbi II. Frigyes Vilmos porosz király hugát. A helytartó nem rendelkezett katonai érzékkel, és angolbarát politikát folytatott – a nép széles rétegeiben ellenérzéseket keltve. Ennek ellenére nem tudta megakadályozni az 1780–1784-es angol–holland háborút, amivel a reformokat követelő holland nacionalista Hazafias Párt felháborodását sikerült csak kiváltania. A háború végeztével Vilmos 1785-ben elhagyta Hágát, és csak 1787-ben tért vissza, miután a porosz csapatok elűzték a Hazafias Párt vezetőit.
Vilmos konzervatív helytartóként uralkodott, és ellenállt minden reformkísérletnek. A francia betörés miatt 1795-ben elhagyta Hollandiát és Angliában telepedett le, ezért még 1795-ben leváltották hazai tisztségéből. 1802-ben a Nassaui-ház Német-római Birodalom területén lévő birtokára költözött át, és 4 év múlva Braunschweigban fejezte be életét.
Fia, Vilmos 1815-ben Hollandia királya lett I. Vilmos néven.

## Lásd még
- Hollandia uralkodóinak listája
- Holland uralkodók házastársainak listája
- Hollandia uralkodóinak családfája

| Előző uralkodó: IV. Vilmos | Hollandia stadhouder-e (helytartója) 1751 – 1795 | Következő uralkodó: I. Lajos (királyként) |